# Erythrothrips arizonae
Erythrothrips arizonae är en insektsart som beskrevs av Dudley Moulton 1911. Erythrothrips arizonae ingår i släktet Erythrothrips och familjen rovtripsar. Inga underarter finns listade i Catalogue of Life.